# Lautenbachzell
Lautenbachzell, o también Lautenbach-Zell, es una localidad y comuna francesa, situada en el departamento de Alto Rin en la región de Alsacia.

## Demografía
| 957 | 977 | 935 | 861 | 912 | 935 |
| Para los censos de 1962 a 1999 la población legal corresponde a la población sin duplicidades (Fuente: INSEE [Consultar]) |     |     |     |     |     |